# Zgodovina parnih cestnih vozil
Zgodovina parnih cestnih vozil zajema razvoj vozil, ki jih poganja parni stroj za uporabo na kopnem in neodvisno od tirnic, bodisi za običajno cestno uporabo, kot sta parni avtomobil in parni vagon, bodisi za kmetijske ali težke prevoze, kot je vlečni motor.
Prva eksperimentalna vozila so bila izdelana v 18. in 19. stoletju, vendar so mobilni parni stroji postali praktično uporabni šele, ko je Richard Trevithick okoli leta 1800 razvil uporabo visokotlačne pare. V prvi polovici 19. stoletja je prišlo do velikega napredka pri oblikovanju parnih vozil, do leta 1850 pa je bila njihova komercialna proizvodnja že smiselna. Ta napredek je zavirala zakonodaja, ki je omejevala ali prepovedovala uporabo vozil na parni pogon na cestah. Kljub temu so se od osemdesetih let 19. stoletja do dvajsetih let 20. stoletja tehnologija vozil in proizvodne tehnike nenehno izboljševale, tako da so bila parna cestna vozila razvita za številne namene. V 20. stoletju je hiter razvoj tehnologije motorjev z notranjim izgorevanjem povzročil zaton parnega stroja kot vira pogona vozil na komercialni osnovi, saj se jih je po drugi svetovni vojni uporabljalo razmeroma malo. Številna od teh vozil so pridobili navdušenci, da bi jih ohranili, in številni primerki še vedno obstajajo. V šestdesetih letih 20. stoletja so se zaradi težav z onesnaževanjem zraka v Kaliforniji za kratek čas pojavila zanimanja za razvoj in preučevanje vozil na parni pogon kot možnega sredstva za zmanjšanje onesnaževanja. Razen zanimanja parnih navdušencev, občasnih replik vozil in eksperimentalne tehnologije se trenutno ne proizvaja nobeno parno vozilo.
Zgodnja vozila na parni pogon, ki so bila redka, vendar ne redka, so imela precejšnje pomanjkljivosti, gledano z vidika 100 let pozneje. Vozila so se počasi zaganjala, saj je bilo treba za proizvodnjo pare zavreti vodo. Uporabljali so umazano gorivo (premog) in oddajali umazan dim. Gorivo je bilo obsežno in ga je bilo treba v vozilo nalagati ročno z lopato. Motor je potreboval vodo, če se je uporabljal z največjo hitrostjo, pa jo je potreboval pogosteje. Večina vozil je imela kovinska kolesa in manj kot odličen oprijem. Bila so težka. Tako kot pri peči je bilo treba odstraniti vroč pepel in se ga znebiti. V večini primerov je moral uporabnik sam skrbeti za vzdrževanje. Hitrost je bila nizka, približno 20 milj (32 km) na uro, pospeševanje pa zelo počasno. Hkrati pa je bila to za tisti čas "visoka tehnologija". Poznejši razvoj je pomenil velik napredek, saj so uporabljali čistejše tekoče gorivo (kerozin), bili opremljeni s kondenzatorji in gumijastimi pnevmatikami ter bili veliko lažji.

## Prvi pionirji
Zgodnje raziskave parnega stroja pred letom 1700 so bile tesno povezane z iskanjem samovozečih vozil in ladij, prve praktične uporabe od leta 1712 pa so bile stacionarne naprave, ki so delovale pri zelo nizkem tlaku, kar je zahtevalo motorje zelo velikih dimenzij. Zmanjšanje velikosti, ki je bilo potrebno za cestni promet, je pomenilo povečanje tlaka pare z vsemi spremljajočimi nevarnostmi zaradi neustrezne tehnologije kotlov v tistem obdobju. Velik nasprotnik visokotlačne pare je bil James Watt, ki je skupaj z Matthewom Boultonom storil vse, da bi Williama Murdocha odvrnil od razvoja in patentiranja svoje parne kočije, ki je bila leta 1784 izdelana in uporabljena v obliki modela. Leta 1791 je zgradil večji parni voz, ki ga je moral opustiti zaradi drugih del.
V drugi polovici 18. stoletja so bili številni poskusi izdelave samovozečih vozil z možnostjo krmiljenja. Mnogi so ostali v obliki modelov. Napredek so ovirali številni problemi, značilni za cestna vozila na splošno, kot so med drugim ustrezne cestne površine, ustrezna pogonska naprava, ki omogoča enakomerno vrtilno gibanje, pnevmatike, karoserija, odporna proti tresljajem, zaviranje, vzmetenje in krmiljenje. Lahko rečemo, da je izredna zapletenost teh vprašanj ovirala napredek v več kot sto letih, prav tako kot sovražna zakonodaja.

### Verbiestova parna kočija
Ferdinand Verbiest naj bi okoli leta 1679 izdelal prvo parno kočijo, vendar je o tem znanih zelo malo konkretnih podatkov. Prav tako se zdi, da je belgijsko vozilo služilo kot navdih za naslednika italijanskega Grimaldija (začetek leta 1700) in francoskega Noleta (1748).

### Cugnot "Fardier à vapeur"
Stroj z ognjem za prevoz vagonov in še posebej artilerije (machine à feu pour le transport de wagons et surtout de l'artillerie) Nicolasa-Josepha Cugnota je bil izdelan v dveh različicah, ena leta 1769 in druga leta 1771, za uporabo v francoski vojski. To je bil prvi parni vagon, ki ni bil igrača in za katerega je bilo znano, da obstaja. Cugnotov fardier, izraz, ki se običajno uporablja za masivni dvokolni voz za izjemno težke tovore, naj bi lahko prevažal 4 tone (3,9 tone) in se premikal s hitrostjo do 4 km/h (2,5 km/h). Vozilo je bilo trikolesne zasnove z dvema zadnjima kolesoma in krmiljenim sprednjim kolesom, ki se je upravljalo s krmilom. Obstaja veliko dokazov iz tistega obdobja, da je to vozilo dejansko vozilo in je bilo verjetno prvo, ki je to storilo, vendar je ostalo kratkotrajen poskus zaradi lastne nestabilnosti in tega, da vozilo ni izpolnjevalo zahtev vojske glede zmogljivosti.

### Symingtonova parna kočija
Leta 1786 je William Symington izdelal parno kočijo.

### Fournessov in Ashworthov parni voz
Britanski patent št. 1674 iz decembra 1788 sta Fourness in Ashworth podelila za parni avtomobil.

## Trevithickova parna kočija =
Leta 1801 je Richard Trevithick izdelal poskusno vozilo na parni pogon (Puffing Devil), ki je bilo opremljeno z ognjiščem, zaprtim v kotlu, z enim navpičnim valjem, gibanje enega bata pa se je s pomočjo ojnic prenašalo neposredno na pogonska kolesa. Po podatkih je polno obremenjeno vozilo tehtalo 1520 kg in na ravnini dosegalo hitrost 14,5 km/h (9 mph). Med prvim potovanjem je bilo puščeno brez nadzora in se je "samo uničilo". Trevithick je kmalu izdelal londonsko parno kočijo, ki je leta 1803 uspešno vozila v Londonu, vendar podjetje ni pritegnilo zanimanja in je kmalu propadlo.
V zvezi s Trevithickovim vozilom je angleški pisatelj z imenom "Mickleham" leta 1822 skoval izraz parni stroj:
"V svoji konstrukciji izkazuje najlepšo preprostost delov, najbolj preudarno izbiro ustreznih oblik, najprimernejšo in najučinkovitejšo ureditev in povezavo, ki združuje moč z eleganco, potrebno trdnost z največjo prenosljivostjo, ima neomejeno moč s čudovito prožnostjo, da se prilagodi različnim uporom: res se lahko imenuje parni stroj."

### Evans Plovilo na parni pogon
Leta 1805 je Oliver Evans izdelal Oruktor amphibolos (dobesedno amfibijski bager), bager na parni pogon z ravnim dnom, ki ga je prilagodil za samovozeči pogon na vodi in kopnem. Po splošnem prepričanju gre za prvo amfibijsko vozilo in prvo cestno vozilo na parni pogon, ki je vozilo v Združenih državah Amerike. Vendar se ni ohranil noben načrt za ta stroj, o njegovih dosežkih pa je poročal le Evans sam. Poznejša analiza Evansovih opisov kaže, da motor s 5 KM (3,7 kW) verjetno ni bil dovolj zmogljiv za premikanje vozila po kopnem ali vodi in da bi na izbrani poti za predstavitev vozila pomagali gravitacija, rečni tokovi in plimovanje. Prekopalnik ni bil uspešen in je bil po nekaj letih mirovanja razstavljen za dele.

### Parna kočija Summers in Ogle
Približno leta 1830 ali 1831 je podjetje Summers and Ogle, ki je imelo sedež v livarni železa v Millbrooku v Southamptonu, izdelalo dve trikolesni parni kočiji.
Leta 1831 je Nathaniel Ogle iz tega podjetja pričal o parni kočiji pred "Izbranim odborom spodnjega doma o parnih kočijah".
Leta 1832 je ena od njihovih parnih kočij potovala prek Oxforda v Birmingham in Liverpool.
V časopisnem poročilu iz junija 1833 je bila opisana predstavitev v Londonu:
Gospod Nathaniel Ogle, ki ga je spremljalo več dam, skupaj z gospodom G. Burdettom, gospodom Macgaryjem, gospodom C. Bischoffom, gospodom Babbageom in drugimi gospodi, se je v soboto s svojo parno kočijo iz bazarja na King street, Portman square odpravil h gospodu Rothschildu na njegovo rezidenco na Stamford hill. Čeprav je vozilo prevozilo že skoraj šeststo milj, je v dobrem stanju. Sprva je bilo zaznati majhno količino odpadne pare, dokler se kotli in ohišje niso segreli. Razdaljo, dolgo sedem milj, je kljub gneči na cestah premagalo v enaintridesetih minutah, nenaden in ozek vzpon do hiše gospoda Rothschilda pa je opravilo popolnoma natančno, kar je bilo težko pričakovati od tako dolgega in okornega vozila. Gospe in gospod Rothschild sta skupino sprejela zelo urbano in prijazno ter se po okrepčilu vrnila na Baker Street.

## Zgodnje storitve parnih kočij
Nekaj časa so bile komercialno uspešnejše od Trevithickove kočije parne kočije, ki so jih v tridesetih letih 19. stoletja v Angliji upravljali predvsem sodelavci sira Goldsworthyja Gurneyja in Walter Hancock, na Škotskem pa John Scott Russell. Vendar pa so visoke cestnine, ki so jih uvedli zakoni o cestah (Turnpike Acts), odvračale parna cestna vozila in za kratek čas omogočile nadaljnji monopol konjske vleke, dokler se v 40. in 50. letih 19. stoletja niso vzpostavile železniške magistralne proge.
Sir James C. Anderson in njegov inženirski partner Jasper Wheeler Rogers sta bila prva, ki sta na Irsko pripeljala vozila na parni pogon. Rogers in Anderson sta svoje različice teh naprav izdelala v tridesetih in zgodnjih štiridesetih letih 19. stoletja, ko sta se zavzemala za prevozno omrežje po celotnem otoku, ki bi uporabljalo irske ceste za poštne kočije. Članek v časopisu Cork Southern Reporter iz leta 1838 o Andersonovem "parnem vlačilcu ali kočiji za skupne ceste" pripoveduje, kako sta Anderson in njegov oče (oba iz gradu Buttevant) porabila "celo premoženje za izdelavo devetindvajsetih neuspešnih kočij, da bi jima uspelo s trideseto". Jasper Rogers je svoje irske vozove na parni pogon izdelal v nekdanji tovarni kremenovega stekla Fort Chrystal, ki se je nahajala na območju, ki je danes znano kot dublinski East Wall.
Rogersa in Andersona je spremljalo zanimanje za izboljšave irskega prevoza blaga in ljudi, pri čemer sta še posebej zagovarjala posamezna vozila na parni pogon, saj so bili upravljavci, osebje cestnega omrežja in delovne ekipe, potrebne za vzdrževanje sistema, veliko bolj obsežni kot tisti, ki jih uporablja samo železniški sistem, in to v času, ko sta Rogers in Anderson poskušala čim bolj povečati zaposlovanje irskih plačanih delavcev. Videla sta, da bi njun neposredni konkurent, železnica, močno zmanjšal potrebe po delovni sili v irski prometni infrastrukturi. Podobno bi nacionalni železniški sistem skrčil, namesto da bi razširil potovalne destinacije v notranjosti otoka. Rogersov in Andersonov sistem parnih vozil je zahteval številne postaje za oskrbo z gorivom in svežo vodo, obenem pa bi na teh postajah lahko bila "cestna policija" in telegrafske postaje. Večina irskih vasi, ne glede na njihovo oddaljenost, bi bila vključena v to veliko omrežje parnih vozil. Lokalni prebivalci bi lahko dodatno zaslužili s prenašanjem kamenja na postaje za gorivo, kamenja, ki bi se uporabilo za gradnjo, popravilo ali vzdrževanje cest. Poleg tega bi vsaka vas potrebovala lokalno ekipo za popravilo cest.

## Vojaška uporaba parnih cestnih vozil
Med krimsko vojno (1853-1856) je bil za vleko več odprtih tovornjakov uporabljen vlečni stroj.
V sedemdesetih letih 19. stoletja so številne vojske poskusno uporabljale parne vlačilce, ki so vlekli cestne vlake z oskrbovalnimi vozovi.
Do leta 1898 so v Angliji pri vojaških manevrih uporabljali vlake na parni pogon s štirimi vagoni.
Leta 1900 je podjetje John Fowler & Co. dobavilo oklepne cestne vlake za uporabo britanskih sil v drugi burski vojni.

## Viktorijanska doba pare
Čeprav so inženirji razvili domiselna cestna vozila na parni pogon, ta niso bila tako dobro sprejeta in razširjena kot parni pogon na morju in železnici v sredini in ob koncu 19. stoletja "dobe pare".
Ransomes je leta 1841 izdelal prenosni parni stroj, to je kmetijski parni stroj na kolesih, ki so ga s kmetije na kmetijo vozili konji. Naslednje leto ga je Ransomes avtomatiziral in poskrbel, da se je stroj na kmetije vozil sam.
Stroga zakonodaja je za 30 let praktično izločila vozila na mehanski pogon s cest v Veliki Britaniji, saj je Zakon o lokomotivah iz leta 1861 za "cestne lokomotive" uvedel omejujoče omejitve hitrosti 5 mil na uro (8 km/h) v mestih in 10 mil na uro (16 km/h) na podeželju. Leta 1865 je zakon o lokomotivah iz istega leta (znameniti zakon o rdeči zastavi) omejitve hitrosti še dodatno zmanjšal na 6,4 km/h (4 mil/h) na podeželju in 3,2 km/h (2 mil/h) v mestih, poleg tega pa je zahteval, da mora pred vsakim vozilom stati človek z rdečo zastavo (v mraku z rdečo svetilko). Hkrati je zakon lokalnim oblastem podelil pristojnost, da določijo ure, v katerih lahko takšno vozilo uporablja ceste. Edina izjema so bili tramvaji, ki so bili od leta 1879 dalje dovoljeni na podlagi dovoljenja trgovinskega sveta.
V Franciji je bil položaj bistveno drugačen od obsega ministrske odločbe iz leta 1861, ki je uradno dovoljevala vožnjo parnih vozil po običajnih cestah. Čeprav je to v sedemdesetih in osemdesetih letih 19. stoletja privedlo do znatnega tehnološkega napredka, so parna vozila kljub temu ostala redkost.
Konkurenca uspešnega železniškega omrežja je do neke mere zmanjšala potrebo po parnih vozilih. Od šestdesetih let 19. stoletja dalje je bila pozornost bolj usmerjena v razvoj različnih oblik vlečnih motorjev, ki bi se lahko uporabljali za stacionarno delo, kot sta žaganje lesa in mlatenje, ali za prevoz prevelikih tovorov, ki bi bili za prevoz po železnici preveč obsežni. Razviti so bili tudi parni tovornjaki, vendar je bila njihova uporaba na splošno omejena na lokalno distribucijo težkih materialov, kot sta premog in gradbeni material, z železniških postaj in pristanišč.

### Parni avtomobil Rickett of Buckingham
Leta 1854 je Thomas Rickett iz Buckinghama izdelal prvega od več parnih avtomobilov, leta 1858 pa drugega. Namesto da bi bil videti kot parni avtomobil, je bil podoben majhni lokomotivi. Sestavljen je bil iz parnega stroja, nameščenega na treh kolesih: dveh velikih pogonskih zadnjih kolesih in enega manjšega sprednjega kolesa, s katerim je bilo vozilo krmiljeno. Teža stroja je bila 1,5 tone in je bil nekoliko lažji od Rickettovega parnega avtomobila. Celoto je poganjal verižni pogon in dosegel največjo hitrost dvanajst milj na uro.
Dve leti pozneje, leta 1860, je Rickett izdelal podobno, vendar težje vozilo. Ta model je imel namesto verižnega pogona vgrajeno čelno zobniško gonilo. V njegovi končni zasnovi, ki je spominjala na železniško lokomotivo, so bili valji povezani neposredno zunaj ročic pogonske osi.

### Roperjev parni avtomobil
Sylvester H. Roper se je leta 1863 po Bostonu v Massachusettsu vozil s parnim avtomobilom, ki ga je izumil. Eden od njegovih parnih avtomobilov iz leta 1863 je šel v muzej Henryja Forda, kjer je bil leta 1972 najstarejši avtomobil v zbirki. Okoli let 1867-1869 je izdelal parni velociped, ki je bil morda prvo motorno kolo. Roper je umrl leta 1896 zaradi odpovedi srca, medtem ko je preizkušal poznejšo različico svojega parnega motornega kolesa.

### Manzettijev parni avtomobil
Leta 1864 je italijanski izumitelj Innocenzo Manzetti izdelal cestni parnik. Kotel je bil spredaj, motor pa je imel enojni valj.

### Holtov cestni parnik
H. P. Holt je leta 1866 izdelal majhen cestni parnik. Na ravni cesti je lahko dosegel hitrost dvajset milj na uro, imel je navpični kotel zadaj in dva ločena dvovaljna motorja, od katerih je vsak poganjal eno zadnje kolo s pomočjo verige in zobnikov.

### Taylorjev parni voziček
Leta 1867 je kanadski draguljar Henry Seth Taylor na sejmu Stanstead v Stansteadu v Quebecu in naslednje leto še enkrat pokazal svoj štirikolesni parni buggy. Osnova vozička, ki ga je začel izdelovati leta 1865, je bil voziček z visokimi kolesi in nosilci za dvocilindrski parni stroj, nameščen na tleh.

### Michaux-Perreauxov parni velociped
Okoli let 1867-1869 je bil v Franciji komercialni parni stroj Louisa-Guillauma Perreauxa priključen na velociped Pierra Michauxa s kovinskim ogrodjem, tako da je nastal parni velociped Michaux-Perreaux. Skupaj z Roperjevim parnim velocipedom je bil to morda prvi motocikel. Edini izdelani parni velociped Michaux-Perreaux je shranjen v muzeju Île-de-France v Sceauxu in je bil leta 1998 vključen v razstavo The Art of the Motorcycle v New Yorku.

### Vitez Farnhamske parne kočije
V letih 1868-1870 je John Henry Knight iz Farnhama izdelal štirikolesno parno kočijo, ki je imela sprva le enovaljni motor.

### Catley in Ayres iz Yorka, parni avtomobil
leta 1869 majhno trikolesno vozilo, ki ga je poganjal vodoravni dvovaljni motor, ki je poganjal zadnjo os s čelnim zobnikom, pri čemer je bilo gnano samo eno zadnje kolo, drugo pa se je prosto vrtelo na osi. Zadaj je bil nameščen navpični kotel z ognjevarno cevjo, nad ognjiščem in dimnikom je bilo ohišje iz poliranega bakra, kotel pa je bil zaprt v mahagonijevem ohišju. Teža vozila je bila le 19 ton, za krmiljenje pa se je uporabljalo sprednje kolo.

### Parnik Thomson of Edinburgh Road
Leta 1869 je cestni parnik, ki ga je zgradil Robert William Thomson iz Edinburga, postal znan, ker so bila njegova kolesa obuta v težke gume. Prvi Thomsonovi cestni parniki, ki jih je izdelal v svoji majhni delavnici v Leithu, so bili opremljeni s tremi kolesi, pri čemer je bilo majhno enojno kolo spredaj neposredno pod volanom. Pnevmatike, debele 125 mm (4,92 palca), so bile znotraj valovite in so se s trenjem oprijele kolesa. Za njihovo izdelavo se je nato obrnil na podjetje T. M. Tennant and Co iz Bowershall Iron and Engine Works v Leithu, ki pa leta 1870 ni moglo zadostiti povpraševanju, zato so del proizvodnje prenesli na podjetje Robey & Co iz Lincolna. V naslednjih dveh letih je podjetje Robey izdelalo 32 teh vozil, ki so imela 8 ali 12 konjskih moči (6,0 ali 8,9 kW). Velik del teh vozil je bil izvožen. Eno je bilo poslano v Italijo (za poskus javnega prevoza v Bergamu), tri v Avstrijo (Dunaj), druga pa v Turčijo, Avstralijo, Novo Zelandijo, Indijo, Irsko, Čile, Rusijo (Moskva) in Grčijo. Leta 1877 je bilo izdelano še eno parno vozilo Thomson, vendar se zdi, da je Robeys razen vlečnih motorjev prenehal izdelovati cestna parna vozila vse do leta 1904, ko je začel izdelovati cestne parne tovornjake.

### Vzhodnopruski cestni parnik Kemna
Leta 1871 je nemški industrialec Julius Kemna začel prodajati angleške parne mlatilnice. Nekaj let pozneje je Kemna začel izdelovati različna druga vozila na parni pogon (kot so cestni valjarji), pa tudi visokokakovostne parne stroje za oranje in cestne parnike.

### Parni avtobus Randolph of Glasgow
Leta 1872 je parni avtobus Charlesa Randolpha iz Glasgowa tehtal štiri in pol dolge tone (5,0 kratke tone; 4,6 t), bil dolg 15 čevljev (4,57 m), vendar je imel največjo hitrost le šest milj na uro (9,7 km/h). Dva navpična dvovaljna motorja sta bila neodvisna drug od drugega in sta poganjala eno od zadnjih koles s pomočjo čelnega zobnika. Celotno vozilo je bilo zaprto in opremljeno z okni, prevažalo je šest ljudi in imelo celo dve vozniški ogledali za opazovanje prometa, ki se je bližal od zadaj, kar je najzgodnejši zabeleženi primer take naprave.

### Parni avtobus Bollée
Amédée Bollée iz Le Mansa je med letoma 1873 in 1883 izdelal serijo potniških vozil na parni pogon, ki so lahko prevažala od 6 do 12 oseb pri hitrosti do 60 km/h, z imeni La Rapide, La Nouvelle, La Marie-Anne, La Mancelle in L'Obéissante. Za L'Obeissante je bil kotel nameščen za potniškim prostorom, motor pa je bil spredaj vozila in je prek gredi z verižnim pogonom poganjal diferencial na zadnja kolesa. Voznik je sedel za motorjem in upravljal s kolesom, nameščenim na navpični gredi. Razporeditev je bolj spominjala na poznejše motorne avtomobile kot na druga parna vozila. Poleg tega je imel leta 1873 neodvisno vzmetenje na vseh štirih vogalih.

### Parni avtomobil Grenville of Glastonbury
V letih 1875-1880 je R. Neville Grenville iz Glastonburyja izdelal trikolesno parno vozilo, ki je vozilo največ 15 milj na uro (24 km/h). To vozilo še vedno obstaja, dolga leta je bilo shranjeno v mestnem muzeju v Bristolu, od leta 2012 pa v Nacionalnem muzeju motorjev v Beaulieu.

### Parni avtomobil Cederholm of Sweden
Leta 1892 sta slikar Joens Cederholm in njegov brat André, kovač, zasnovala svoj prvi avtomobil, dvosedežnico, leta 1894 pa sta uvedla kondenzator. Avtomobil ni bil uspešen.

### Parni avtomobil Shearer of South Australia
David Shearer je leta 1894 zasnoval in izdelal prvi avtomobil v Avstraliji. Na ulicah mesta Adelaide v Južni Avstraliji je zmogel 15 milj na uro (24 km/h). Kotel je bil njegove lastne zasnove, saj je bil vodoraven kotel tipa semi flash. Vozilo je bilo krmiljeno s krmilno ročico, na fotografiji pa je prikazano, da je prevažalo osem potnikov. Članek v novicah o vozilu vsebuje risbo prereza konstrukcije. Prvi uradni cestni preizkus avtomobila je bil leta 1899.

### Parna vozila De Dion & Bouton
Ko je Léon Serpollet razvil parni kotel, so se konec 80. in v začetku 90. let pojavila različna pomanjšana parna trikolesa in štirikolesa, zlasti de Dion in Bouton, ki so uspešno tekmovala na dirkah na dolge proge, vendar so kmalu naletela na močno konkurenco avtomobilov z motorjem z notranjim izgorevanjem, ki so jih razvijali, zlasti Peugeot, in so hitro zavzeli večino priljubljenega trga. Ob poplavi avtomobilov z notranjim izgorevanjem so morali zagovorniki parnih avtomobilov dolgo časa bije bitko v ozadju, ki je trajala vse do sodobnega časa.

### Locomobile Company of America
To ameriško podjetje je od bratov Stanley odkupilo patente in začelo izdelovati svoje parne vozičke med letoma 1898 in 1905. Družba Locomobile Company of America je začela izdelovati plinske avtomobile in je delovala do krize.

### Stanley Motor Carriage Company
Leta 1902 sta dvojčka Francis E. Stanley (1849-1918) in Freelan O. Stanley ustanovila podjetje Stanley Motor Carriage Company. Izdelala sta znane modele, kot so Stanley Rocket iz leta 1906, Stanley K Raceabout iz leta 1908 in Stanley Steam Car iz leta 1923.

## Od začetka do sredine 20. stoletja
Za podrobnejšo zgodovino parnih avtomobilov 20. stoletja glej parni avtomobil.
Leta 1906 je Stanleyjev parni avtomobil, ki ga je pilotiral Fred Marriott, v Ormond Beachu na Floridi dosegel rekord hitrosti 127 milj na uro (204 km/h). Ta vsakoletni teden trajajoči "teden hitrosti" je bil predhodnik današnje dirke Daytona 500. Tega rekorda do leta 1910 ni preseglo nobeno kopensko vozilo, do 25. avgusta 2009 pa je veljal kot svetovni hitrostni rekord na parni pogon.

### Parni avtomobil Doble
Na trgu so bili poskusi uvedbe naprednejših parnih avtomobilov, med katerimi je bil najznamenitejši parni avtomobil Doble, ki je z visoko učinkovitim parnim generatorjem z enojno cevjo za ogrevanje veliko manjše količine vode in učinkovito avtomatizacijo nadzora gorilnika in dovajanja vode zelo skrajšal čas zagona. Do leta 1923 je bilo mogoče Doblove parne avtomobile zagnati iz hladnega stanja z obračanjem ključa in odpeljati v 40 sekundah ali manj.

### Parni avtomobil Paxton Phoenix
Abner Doble je razvil motor Doble Ultimax za parni avtomobil Paxton Phoenix, ki ga je izdelal oddelek Paxton Engineering podjetja McCulloch Motors Corporation v Los Angelesu. Njegova trajna največja moč je bila 120 KM (89 kW). Projekt je bil nazadnje opuščen leta 1954.

### Zaton razvoja parnih avtomobilov
Parni avtomobili so postali manj priljubljeni po uvedbi električnega zaganjalnika, ki je odpravil potrebo po tveganem ročnem zaganjanju avtomobilov z bencinskim motorjem. K propadu parnega avtomobila je močno prispevala tudi uvedba množične proizvodnje po tekočem traku, ki jo je uvedel Henry Ford in s katero so se močno zmanjšali stroški lastništva običajnega avtomobila, saj je bil model T hkrati poceni in zanesljiv.

## Konec 20. stoletja
Glej parni avtomobil#Znesnaževanje zraka, kriza z gorivom, ponovni vzpon in navdušenci

### Obnovljeno zanimanje
Leta 1968 se je zanimanje ponovno povečalo, včasih zaradi novih razpoložljivih tehnik. Nekateri od teh modelov so uporabljali varnejše in bolj odzivne kotle z vodnimi cevmi. Prototipno vozilo sta izdelala Charles J. & Calvin E. Williams iz Amblerja v Pensilvaniji. Druge visokozmogljive parne avtomobile so izdelali Richard J. Smith iz Midway Cityja v Kaliforniji ter A. M. in E. Pritchard iz Caulfelda v Avstraliji. V istem obdobju so visokozmogljive parne stroje izdelovala podjetja/organizacije, kot so Controlled Steam Dynamics iz Mesa v Arizoni, General Motors, Thermo-Electron Corp. iz Walthama v Massachusettsu in Kinetics Inc. iz Sarasote na Floridi. Bill Lear je začel tudi delo na parni turbini z zaprtim krogom za pogon avtomobilov in avtobusov ter izdelal tranzitni avtobus in predelal limuzino Chevrolet Monte Carlo za uporabo tega turbinskega sistema. Uporabljal je patentirano delovno tekočino, imenovano Learium, verjetno klorofluoroogljikovodik, podoben Freonu podjetja DuPont.
Leta 1970 je Wallace L. Minto izdelal različico parnega avtomobila, ki namesto vode kot delovno tekočino uporablja fluoroogljikovodik Ucon U-113. Avtomobil se je imenoval Minto car.

### Rekord hitrosti na kopnem
25. avgusta 2009 je ekipa britanskih inženirjev iz Hampshira v letalski bazi Edwards v puščavi Mojave zagnala svoj avtomobil na parni pogon "Inspiration" in v dveh vožnjah, ki jih je vozil Charles Burnett III, dosegla povprečno hitrost 139,84 mph (225,05 km/h). Avtomobil je bil dolg 7,62 m in težak 3 000 kg, izdelan iz ogljikovih vlaken in aluminija ter je vseboval 12 kotlov z več kot 3,2 km parnih cevi.